# TAS2R31
Receptor ukusa tip 2 član 31 je protein koji je kod ljudi kodiran TAS2R31 genom. Ovaj receptor gorkog ukusa proizvodi respons pri izlaganju saharinu in vitro.
TAS2R31 je takođe izražen u glatkim mišićima ljudskih vazdušnih puteva, zajedno sa nekoliko drugih receptora ukusa. Njihova aktivacija u tim  ćelijama uzrokuje povišenje nivoa intracelularnih jona kalcijuma, koje zatim podstiče otvaranje kalijumskih kanala čime se hiperpolarizuje membrana i dolazi do relaksacije glatkih mišića. Iz tog razloga, aktivacija ovih receptora dovodi do bronhodilatacije.

## Literatura
- Margolskee RF (2002). „Molecular mechanisms of bitter and sweet taste transduction.”. J. Biol. Chem. 277 (1): 1—4. PMID 11696554. doi:10.1074/jbc.R100054200.
- Montmayeur JP, Matsunami H (2002). „Receptors for bitter and sweet taste.”. Curr. Opin. Neurobiol. 12 (4): 366—71. PMID 12139982. doi:10.1016/S0959-4388(02)00345-8.
- Bufe B; Hofmann T; Krautwurst D;  . (2002). „The human TAS2R16 receptor mediates bitter taste in response to beta-glucopyranosides.”. Nat. Genet. 32 (3): 397—401. PMID 12379855. doi:10.1038/ng1014.
- Strausberg RL; Feingold EA; Grouse LH;  . (2003). „Generation and initial analysis of more than 15,000 full-length human and mouse cDNA sequences.”. Proc. Natl. Acad. Sci. U.S.A. 99 (26): 16899—903. PMC 139241 . PMID 12477932. doi:10.1073/pnas.242603899.
- Zhang Y; Hoon MA; Chandrashekar J;  . (2003). „Coding of sweet, bitter, and umami tastes: different receptor cells sharing similar signaling pathways.”. Cell. 112 (3): 293—301. PMID 12581520. doi:10.1016/S0092-8674(03)00071-0.
- Conte C; Ebeling M; Marcuz A;  . (2003). „Identification and characterization of human taste receptor genes belonging to the TAS2R family.”. Cytogenet. Genome Res. 98 (1): 45—53. PMID 12584440. doi:10.1159/000068546.
- Pronin AN, Tang H, Connor J, Keung W (2005). „Identification of ligands for two human bitter T2R receptors.”. Chem. Senses. 29 (7): 583—93. PMID 15337684. doi:10.1093/chemse/bjh064.
- Gerhard DS; Wagner L; Feingold EA;  . (2004). „The status, quality, and expansion of the NIH full-length cDNA project: the Mammalian Gene Collection (MGC).”. Genome Res. 14 (10B): 2121—7. PMC 528928 . PMID 15489334. doi:10.1101/gr.2596504.
- Fischer A, Gilad Y, Man O, Pääbo S (2005). „Evolution of bitter taste receptors in humans and apes.”. Mol. Biol. Evol. 22 (3): 432—6. PMID 15496549. doi:10.1093/molbev/msi027.
- Kuhn C; Bufe B; Winnig M;  . (2005). „Bitter taste receptors for saccharin and acesulfame K.”. J. Neurosci. 24 (45): 10260—5. PMID 15537898. doi:10.1523/JNEUROSCI.1225-04.2004.